# Cosmos 497
Pour les articles homonymes, voir Cosmos.
Cosmos 497 (en russe : Космос 497), aussi connu sous le nom DS-P1-I #12, était un satellite utilisé comme cible radar pour des tests de missile anti-balistique. Il fut lancé par l’Union soviétique, comme élément du programme Dnepropetrovsk Sputnik, le 30 juin 1972 à 09:19:49 GMT à bord d’une fusée Cosmos-2I 63SM depuis la base spatiale de Plessetsk,.
Cosmos 497 fut le douzième des dix-neuf satellites DS-P1-I lancés. Tous ont atteint leur orbite à l’exception du septième.